# Palacio arzobispal de Trondheim
El Palacio del Arzobispo (en noruego, Erkebispegården) es un complejo de edificios localizado en Trondheim, Noruega, que fue la residencia del arzobispo de Nidaros y el centro administrativo de la archidiócesis noruega hasta 1537. Situado justo al lado sur de la Catedral de Nidaros, es la construcción profana de piedra más antigua de todos los países nórdicos. Actualmente funciona como museo de arqueología, arte, historia eclesiástica e historia militar. Asimismo resguarda las joyas de la corona noruega.

## Historia
Su construcción se inició, de modo paralelo al embellecimiento de la catedral, hacia 1161, posiblemente por iniciativa del arzobispo Øystein Erlendsson, para servir de residencia a los arzobispos de Nidaros, la máxima autoridad de la Iglesia católica en Noruega durante la Edad Media. Las partes más antiguas son de estilo románico, pero la construcción se realizó en varias etapas, en parte por añadiduras de obispos posteriores, por los incendios que azotaron la ciudad y por los cambios de uso que tuvo el palacio a lo largo de su historia. Las diferentes partes del edificio conforman un cuadrado, con un patio central.
Fue residencia episcopal hasta 1537, cuando se instauró definitivamente la reforma protestante en suelo noruego, desapareció el arzobispado y el país quedó incorporado a Dinamarca. El nombre del palacio fue cambiado inmediatamente por el de la Mansión del rey y durante un tiempo sería la residencia de la autoridad militar danesa en Trondheim, antes de funcionar, desde la década de 1660, como cuartel general y depósito del arsenal de los regimientos del ejército dano-noruego destacados en el centro y norte del país. Tuvo funciones militares hasta 1930, cuando, coincidiendo con las festividades nacionales del aniversario 900 de la muerte de San Olaf, fue revalorado como un monumento de interés histórico, y el Estado procedió a su restauración entre 1962 y 1975, mientras la larga restauración de la catedral llegaba a su etapa final. Desde entonces sería utilizado como un complejo museístico, y en 1988 su responsabilidad fue trasladada del Ministerio de Defensa al Ministerio de Cultura.

## Colección
En el palacio se exhiben piezas arqueológicas halladas bajo su suelo en la década de 1990. De la Catedral de Nidaros se conservan algunas esculturas románicas y góticas originales, que por su estado ruinoso fueron reemplazadas en el templo, así como detalles escultóricos y arquitectónicos medievales y mobiliario barroco y neoclásico. La sala de Øystein muestra lo que fue la residencia y sala de recepción de los arzobispos; también se incluye el museo de historia militar (dependiente del Museo de la Defensa de Oslo) y desde 2006, la sala de las regalías, donde se exhiben las joyas de la corona.
Además de sus funciones como museo, una parte del palacio alberga al Centro Nacional de Liturgia, perteneciente a la Iglesia de Noruega, y al Centro de Estudios Medievales, una dependencia de la Universidad Noruega de Ciencia y Tecnología. Ocasionalmente, el palacio es utilizado para conciertos.

Vista panorámica del palacio.